# WC шоља
WC шоља је део клозета где се одлажу фекалије помоћу воде кроз одводну цев на друго место за таложење, чиме се одржава раздвајање између људи и њихових излучевина. Шоље могу бити дизајниране за седење (у том случају их зову и "западни" тоалети) или за чучањ (чучавац). Супротност тоалету за испирање је суви тоалет, који не користи воду за испирање.
Типичнa шоља за испирање је фиксна, стакласта керамичка посуда која је повезана са одводом. Након употребе шоља се испразни и очисти брзим протоком воде у посуду. Ово испирање може тећи из наменског резервоара (цистерне), високотлачне водоводне цеви под контролом вентила за испирање или ручним додавањем воде у посуду. Корисник обично управља резервоарима и вентилима притиском на дугме, притиском на ручицу, повлачењем ручице или повлачењем ланца. Вода се усмерава око посуде обликованим обручем за испирање око врха посуде или једним или више млазница, тако да се цела унутрашња површина посуде испере водом.
Количина воде која се користи у уобичајеним шољама за испирање обично је значајан део личне дневне потрошње воде: на пример, пет испирања од 10 литара дневно користе 50 литара воде.